# Kabukibu!
Kabukibu! (カブキブ！? lett. "Il club di kabuki") è una serie di light novel scritta da Yūri Eda e illustrata da Ishinoya. Cinque volumi sono stati pubblicati da Kadokawa Shoten, sotto l'etichetta Kadokawa Bunko, a partire da agosto 2013. Un adattamento manga ha iniziato la serializzazione sul Young Ace sempre di Kadokawa Shoten il 3 febbraio 2017, mentre un adattamento anime, prodotto da Studio Deen, è stato trasmesso in Giappone tra il 6 aprile e il 22 giugno 2017.

## Personaggi
Kurogo Kurusu (来栖黒悟?)
Doppiato da: Taichi Ichikawa
Tonbo Murase (村瀬とんぼ?)
Doppiato da: Yūichirō Umehara
Shin Akutsu (阿久津新?)
Doppiato da: Ryōta Ōsaka
Jin Ebihara (蛯原仁?)
Doppiato da: Kengo Kawanishi
Hanamichi Niwa (丹羽花満?)
Doppiato da: Nobunaga Shimazaki
Kaoru Asagi (浅葱芳?)
Doppiata da: Yūko Kaida
Maruko Janome (蛇ノ目丸子?)
Doppiato da: Yumi Uchiyama
Riri Miwayama (三輪山梨里?)
Doppiata da: Ayaka Asai
Kazuma Katsumi (数馬克己?)
Doppiato da: Kazutomi Yamamoto
Tsurani Toomi (遠見連?)
Doppiato da: Tomoaki Maeno

## Media

### Light novel
La serie di light novel è stata scritta da Yūri Eda con le illustrazioni di Ishinoya. Il primo volume è stato pubblicato da Kadokawa Shoten, sotto l'etichetta Kadokawa Bunko, il 24 agosto 2013 e al 25 marzo 2017 ne sono stati messi in vendita in tutto sei.
| Nº | Data di prima pubblicazione | Data di prima pubblicazione | Data di prima pubblicazione |
| Nº | Giapponese                  | Giapponese                  |                             |
| -- | --------------------------- | --------------------------- | --------------------------- |
| 1  | 24 agosto 2013              | ISBN 978-4-04-100956-7      |                             |
| 2  | 25 ottobre 2013             | ISBN 978-4-04-101037-2      |                             |
| 3  | 23 agosto 2014              | ISBN 978-4-04-101363-2      |                             |
| 4  | 24 settembre 2015           | ISBN 978-4-04-103355-5      |                             |
| 5  | 25 novembre 2016            | ISBN 978-4-04-103356-2      |                             |
| 6  | 25 marzo 2017               | ISBN 978-4-04-105264-8      |                             |

### Manga
Un adattamento manga di Chizu Kamikō ha iniziato la serializzazione sulla rivista Young Ace di Kadokawa Shoten il 3 febbraio 2017.

### Anime
Annunciato il 12 agosto 2016 con un teaser trailer da Kadokawa, un adattamento anime di dodici episodi, prodotto da Studio Deen e diretto da Kazuhiro Yoneda, è andato in onda dal 6 aprile al 22 giugno 2017. La colonna sonora è stata composta da Masaru Yokoyama e il character design è stato sviluppato da Majiro sulla base dei disegni originali delle CLAMP. La sigla d'apertura è Running High di Hiro Shimono. Negli Stati Uniti i diritti sono stati acquistati da Sentai Filmworks per la piattaforma di Amazon Anime Strike. Un episodio OAV sarà incluso nel secondo box BD/DVD dell'edizione home video della serie, previsto per il 27 settembre 2017.

#### Episodi
| Nº | Titolo italiano (traduzione letterale) Giapponese 「Kanji」 - Rōmaji                                    | In onda        | In onda |
| Nº | Titolo italiano (traduzione letterale) Giapponese 「Kanji」 - Rōmaji                                    | Giapponese     |         |
| 1  | Questo tizio sin da primavera… 「こいつぁ春から……」 - Koitsu haru kara…                                 | 6 aprile 2017  |         |
| 2  | I fiori di glicine, espressione del mio amore 「いとしと書いて 藤の花」 - Itoshi to kaita: fuji no hana | 13 aprile 2017 |         |
| 3  | Ascoltami, tu che dici di non sapere! 「知らざぁいって聞かせやしょう」 - Shira zā itte kika seyashou    | 20 aprile 2017 |         |
| 4  | 「待った待った 一番待ってもらおうか！」 - Matta matta: ichiban matte moraō ka!                          | 27 aprile 2017 |         |
| 5  | 「とざい、東西！」 - To zai, tōzai!                                                                     | 4 maggio 2017  |         |
| 6  | 「それ つらつらおもんみれば…」 - Sore tsuratsura omonmireba…                                            | 11 maggio 2017 |         |
| 7  | 「暫く、暫く！」 - Shibaraku, shibaraku!                                                                | 18 maggio 2017 |         |
| 8  | 「月も朧に白魚の……」 - Tsuki mo oboro ni shirauo no……                                                   | 25 maggio 2017 |         |
| 9  | 「見かねて中に飛び込むも……」 - Mikanete-chū ni tobikomu mo……                                            | 1º giugno 2017 |         |
| 10 | 「家は末代 人は一世」 - Ie wa matsudai hito wa issei                                                    | 8 giugno 2017  |         |
| 11 | 「誰白浪の五人連」 - Dare shiranami no go nin ren                                                       | 15 giugno 2017 |         |
| 12 | 「問われて名乗るもおこがましいが……」 - Towa rete nanoru mo okogamashīga……                               | 22 giugno 2017 |         |